# عالیه عطایی
عالیه عطایی (۱۳ خرداد ۱۳۶۰) نویسنده ایرانی-افغانستانی و ساکن ایران است. او تا کنون چهار کتاب رمان تألیف کرده و داستان‌های کوتاه متعددی نیز در نشریات داخلی و خارجی مانند ناداستان و Guernica به چاپ رسانده‌ که برخی از آن‌ها موفق به دریافت جوایز ادبی نظیر مهرگان ادب شده‌اند.

## زندگی
عطایی در سال ۱۳۶۰ با اصالت افغانستانی متولد شد. کودکی را در مرز ایران و افغانستان و منطقهٔ مرزی درمیان از توابع خراسان جنوبی گذرانده و مدرک دیپلم خود را در شهرستان بیرجند گرفته‌است. وی در هجده سالگی برای تحصیل به تهران رفت و مدرک فوق‌لیسانس خود را در حوزهٔ ادبیات نمایشی از دانشگاه هنر تهران دریافت نمود. عمده فعالیت عالیه عطایی در زمینهٔ نویسندگی به ادبیات مهاجرت اختصاص دارد. او در کنار تألیف کتاب، با نشریاتی چون داستان همشهری، مجلهٔ تجربه، مجلهٔ سان و مجلهٔ ناداستان همکاری داشته و آثاری را نیز در نشریات انگلیسی‌زبان و فارسی‌زبان منتشر نموده‌است.

## آثار

### آثار گروهی
- کتاب داستان زنان افغانستان به گردآوری محمدحسین محمدی (کابل، افغانستان، نشر تاک ۲۰۱۷)[۱۲][۱۳]
- کتاب زیر آسمان کابل (عنوان اصلی Sous le ciel de Kaboul) به ترجمه و گردآوری خجسته ابراهیمی (پاریس، فرانسه، ۲۰۱۸)[۱۴]
- کتاب کسی خانه نیست به گردآوری الهام فلاح (تهران، ایران، ۱۳۹۸)[۱۵]
- کتاب خیابان ولیعصر تهران به گردآوری کاوه فولادی‌نسب (تهران، ایران، ۱۴۰۰)[۱۶][۱۷]

### آثار ترجمه‌شده
- شبیه گالیله (عنوان اصلی Galileo) ترجمهٔ سالار عبده، مجلهٔ Words Without Borders (نیویورک، آمریکا، ۲۰۱۹)[۱۸]
- پسخانه (عنوان اصلی The Alcove) ترجمهٔ سالار عبده، مجلهٔ Michigan Quarterly Review (میشیگان، آمریکا، ۲۰۱۹)[۱۹]
- مرزفروش (عنوان اصلی The Border Merchant) ترجمهٔ سالار عبده، مجلهٔ Guernica (لس‌آنجلس، آمریکا، ۲۰۱۹)[۲۰]
- قهوهٔ پاریسی (عنوان اصلی "Parisian Coffee") ترجمهٔ محمد سروی، مجلهٔ The Bombay Review (نیویورک، آمریکا، ۲۰۲۱)[۲۱]

## جوایز
- جایزه ادبی مهرگان ادب برای رمان کافورپوش (۱۳۹۳)[۲۲][۲۳]
- جایزهٔ ادبی واو به عنوان اثر متفاوت برای رمان کافورپوش (۱۳۹۳)[۲۴]
- بخش اصلی جایزهٔ داستان تهران برای داستان سی کیلومتر از کتاب چشم سگ (۱۳۹۴)[۲۵]
- بخش اصلی جایزهٔ داستان تهران برای داستان شبیه گالیله از کتاب چشم سگ (۱۳۹۷)[۲۶]
- جایزهٔ ادبی مشهد برای کتاب چشم سگ (۱۴۰۰)[۲۷]
- جایزهٔ اصغر عبداللهی برای کتاب کورسرخی (۱۴۰۰)[۲۸]
- جایزهٔ ادبی ما برای کتاب کورسرخی (۱۴۰۱)[۲۹]

## سایر فعالیت‌ها
- داوری جایزهٔ ادبی هزار و یک شب (ایران، افغانستان، تاجیکستان) (۱۳۹۳)[۳۰]
- داوری جایزهٔ ادبی قند پارسی (۱۳۹۶)[۳۱]
- داوری جایزهٔ احمد محمود (۱۳۹۹)[۳۲]
- داوری جایزهٔ فرشته (۱۳۹۹)[۳۳]